# ماساهیتو سوزوکی
ماساهیتو سوزوکی (ژاپنی: 鈴木 正人؛ زادهٔ ۲۸ آوریل ۱۹۷۷) یک بازیکن فوتبال اهل ژاپن است.
از باشگاه‌هایی که در آن بازی کرده‌است می‌توان به باشگاه فوتبال شونان بلمار، باشگاه فوتبال سرزو اوساکا و باشگاه فوتبال توکوشیما ورتیس اشاره کرد.